# Шмаки (Могилёвская область)
Шмаки (бел. Шмакі) — деревня в Кировском районе Могилёвской области Беларуси. Входит в состав Стайковского сельсовета.

## География
Деревня находится в юго-западной части Могилёвской области, на правом берегу реки Друти, при автодороге Н-10454, на расстоянии приблизительно 28 километров (по прямой) к северо-востоку от города Кировска, административного центра района. Абсолютная высота — 139 метров над уровнем моря. Площадь населённого пункта — 0,4668 км².

## История
По состоянию на 1910 год, в Шмаках имелось 37 дворов и проживало 260 человек (130 мужчин и 130 женщин). В административном отношении входила в состав Шмаковского сельского общества Чигиринской волости Быховского уезда Могилёвской губернии. В 1913 году в наемном помещении действовала церковно-приходская школа (в 1913 г. 32 м. и 30 д.).

## Население
По данным переписи 2019 года, в деревне проживало 23 человека.
| Год  | Население, человек |
| ---- | ------------------ |
| 1910 | 260                |
| 2009 | ↘ 38               |
| 2019 | ↘ 23               |